# Elliott Edmondson
Elliott Edmondson, (Reino Unido; 29 de agosto de 1994) es un copiloto británico de rally que compite en el Campeonato Mundial de Rally de la FIA.

## Trayectoria
En 2019, Edmondson pasó a ser copiloto de Gus Greensmith en su campaña en el WRC-2 Pro. En su primer rally juntos la dupla ganó el Rally de Montecarlo, en la temporada además consiguió otra victoria en Turquía, junto a cuatro podios finalizando la temporada en la tercera posición del campeonato. En esta temporada hicieron su debut al frente de un World Rally Car al correr los rallys de Portugal, Finlandia y Alemania con el Ford Fiesta WRC.  
En 2020, la dupla dio el salto a la máxima categoría del Campeonato Mundial de Rally a los mandos de uno de los Ford Fiesta WRC oficiales del M-Sport Ford WRT. Disputaron los ralis de Montecarlo y México antes del abrupto parón por la pandemia de Covid-19. Luego del reinicio del campeonato, la dupla disputó los siguientes cuatro ralis, logrando su mejor resultado en el Rally de Turquía en donde terminaron en la quinta posición debido a problemas de otros equipos. 
En 2021, después de las dos primeras rondas del campeonato se anunció la separación con Greensmith. Lo contrató Andreas Mikkelsen con quien disputó el Rally Acrópolis en el WRC-2 en el que consiguieron la victoria, además disputó unas rondas del Campeonato de Europa de Rally en donde Mikkelsen luchaba por el título, consiguieron la victoria en los ralis de Azores y Fafe además del sexto puesto en Hungría. En la última ronda del WRC en Monza fue contratado por Oliver Solberg  con quien culminó en la quinta posición en la ronda trasalpina.
En 2022, Edmondson se convirtió en copiloto titular de Solberg en el Hyundai Shell Mobis WRT. Disputaron ocho ralis con el Hyundai i20 N Rally1 logrando su mejor resultado en el Rally de Ypres en donde finalizaron en la cuarta posición.

## Victorias

### Victorias en el WRC-2 Pro
| # | Rally                               | Temp. | Copiloto       | Automóvil             |
| - | ----------------------------------- | ----- | -------------- | --------------------- |
| 1 | 87ème Rallye Automobile Monte-Carlo | 2019  | Gus Greensmith | Ford Fiesta R5        |
| 2 | 12. Rally Turkey Marmaris           | 2019  | Gus Greensmith | Ford Fiesta R5 Mk. II |

### Victorias en el WRC-2
| # | Rally                           | Temp. | Copiloto          | Auto                   |
| - | ------------------------------- | ----- | ----------------- | ---------------------- |
| 1 | 65. EKO Acropolis Rally of Gods | 2021  | Andreas Mikkelsen | Škoda Fabia Rally2 Evo |
| 2 | 70th Rally Sweden               | 2023  | Oliver Solberg    | Škoda Fabia RS Rally2  |
| 3 | 2º Rally Chile BIOBÍO           | 2023  | Oliver Solberg    | Škoda Fabia RS Rally2  |
| 4 | 71st Rally Sweden               | 2024  | Oliver Solberg    | Škoda Fabia RS Rally2  |
| 5 | 1.º Tet Rally Latvia            | 2024  | Oliver Solberg    | Škoda Fabia RS Rally2  |
| 6 | 73rd Secto Rally Finland        | 2024  | Oliver Solberg    | Škoda Fabia RS Rally2  |

### Victorias en el ERC
| # | Rally                                  | Temp. | Copiloto          | Auto                   |
| - | -------------------------------------- | ----- | ----------------- | ---------------------- |
| 1 | 55.º Azores Rallye                     | 2021  | Andreas Mikkelsen | Škoda Fabia Rally2 evo |
| 2 | 34.º Rally Serras de Fafe e Felgueiras | 2021  | Andreas Mikkelsen | Škoda Fabia Rally2 evo |
| 3 | 1. BAUHAUS Royal Rally of Scandinavia  | 2023  | Oliver Solberg    | VW Polo GTi R5         |
| 4 | 2. BAUHAUS Royal Rally of Scandinavia  | 2024  | Oliver Solberg    | Škoda Fabia RS Rally2  |

## Resultados

### Campeonato Mundial de Rally
| Año  | Equipo                  | Automóvil              | 1       | 2      | 3       | 4      | 5       | 6       | 7       | 8       | 9       | 10      | 11      | 12     | 13      | 14    | Pos. | Puntos |
| ---- | ----------------------- | ---------------------- | ------- | ------ | ------- | ------ | ------- | ------- | ------- | ------- | ------- | ------- | ------- | ------ | ------- | ----- | ---- | ------ |
| 2013 | John Pritchard          | Ford Fiesta ST         | MON     | SWE    | MEX     | POR    | ARG     | GRE     | ITA     | FIN     | GER     | AUS     | FRA     | ESP    | GBR Ret |       | NC   | 0      |
| 2015 | Gus Greensmith          | Ford Fiesta R2T        | MON     | SWE    | MEX     | ARG    | POR 36  | ITA     | POL 40  | FIN Ret | GER Ret | AUS     | FRA     | ESP 57 | GBR     |       | NC   | 0      |
| 2016 | Opel Rallye Junior Team | Opel Adam R2           | MON     | SWE    | MEX     | ARG    | POR     | ITA     | POL     | FIN     | GER Ret | CHN C   | FRA     | ESP    |         |       | NC   | 0      |
| 2016 | Chris Ingram            | Vauxhall Adam R2       |         |        |         |        |         |         |         |         |         |         |         |        | GBR 48  | AUS   | NC   | 0      |
| 2017 | Callum Black            | Ford Fiesta R5         | MON     | SWE    | MEX     | FRA    | ARG     | POR     | ITA     | POL     | FIN     | GER     | ESP     | GBR 30 | AUS     |       | NC   | 0      |
| 2018 | Rhys Yates              | Škoda Fabia R5         | MON     | SWE    | MEX     | FRA    | ARG     | POR     | ITA     | FIN     | GER     | TUR     | GBR Ret |        |         |       | NC   | 0      |
| 2018 | Toksport WRT            | Škoda Fabia R5         |         |        |         |        |         |         |         |         |         |         |         | ESP 29 | AUS     |       | NC   | 0      |
| 2019 | M-Sport Ford WRT        | Ford Fiesta R5         | MON 7   | SWE 19 | MEX     | FRA    | ARG 15  | CHL 12  |         | ITA 42  |         |         |         |        |         |       | 16.º | 9      |
| 2019 | M-Sport Ford WRT        | Ford Fiesta WRC        |         |        |         |        |         |         | POR Ret |         | FIN Ret | GER 9   |         |        |         |       | 16.º | 9      |
| 2019 | M-Sport Ford WRT        | Ford Fiesta R5 Mk. II  |         |        |         |        |         |         |         |         |         |         | TUR 10  | GBR 33 | ESP 15  | AUS C | 16.º | 9      |
| 2020 | M-Sport Ford WRT        | Ford Fiesta WRC        | MON 63  | SWE    | MEX 9   | EST 8  | TUR 5   | ITA 25  | MNZ Ret |         |         |         |         |        |         |       | 11.º | 16     |
| 2021 | M-Sport Ford WRT        | Ford Fiesta WRC        | MON 8   | ART 9  | CRO     | POR    | ITA     | SAF     | EST     | BEL     |         |         |         |        |         |       | 14.º | 18     |
| 2021 | Toksport WRT            | Škoda Fabia R5 Evo     |         |        |         |        |         |         |         |         | GRE 9   | FIN     | ESP     |        |         |       | 14.º | 18     |
| 2021 | Hyundai 2C Competition  | Hyundai i20 Coupe WRC  |         |        |         |        |         |         |         |         |         |         |         | MNZ 5  |         |       | 14.º | 18     |
| 2022 | Hyundai Shell Mobis WRT | Hyundai i20 N Rally1   | MON Ret | SWE 6  | CRO Ret |        | ITA     | SAF 10  | EST 13  | FIN Ret | BEL 4   | GRE     | NZL 5   | ESP    | JPN     |       | 13.º | 33     |
| 2022 | Hyundai Motorsport N    | Hyundai i20 N Rally2   |         |        |         | POR 47 |         |         |         |         |         |         |         |        |         |       | 13.º | 33     |
| 2023 | Oliver Solberg          | Škoda Fabia RS Rally2  | MON 14  | SWE 8  | MEX 8   | CRO 10 | POR 7   | ITA 44  |         | EST 38  | FIN 6   | GRE Ret | CHL 6   | EUR    | JPN     |       | 10.º | 33     |
| 2023 | Oliver Solberg          | Škoda Fabia Rally2 Evo |         |        |         |        |         |         | SAF 9   |         |         |         |         |        |         |       | 10.º | 33     |
| 2024 | Toksport WRT            | Škoda Fabia RS Rally2  | MON 40  | SWE 5  | SAF 7   | CRO    | POR Ret | ITA DNS | POL 10  | LAT 10  | FIN 5   | GRE     | CHL 11  | EUR 7  | JPN     |       | 13.º | 27     |
| 2025 | Printsport              | Toyota GR Yaris Rally2 | MON 15  | SWE    | SAF     | ESP    | POR     | ITA     | GRE     | EST     | FIN     | PAR     | CHL     | EUR    | JPN     | SAU   | NC   | 0      |

### WRC-2 Pro
| Año  | Equipo           | Automóvil             | 1     | 2     | 3   | 4   | 5     | 6     | 7   | 8     | 9      | 10  | 11    | 12    | 13    | 14    | Pos. | Puntos |
| ---- | ---------------- | --------------------- | ----- | ----- | --- | --- | ----- | ----- | --- | ----- | ------ | --- | ----- | ----- | ----- | ----- | ---- | ------ |
| 2019 | M-Sport Ford WRT | Ford Fiesta R5        | MON 1 | SWE 3 | MEX | FRA | ARG 2 | CHL 3 | POR | ITA 4 |        |     |       |       |       |       | 3.º  | 137    |
| 2019 | M-Sport Ford WRT | Ford Fiesta R5 Mk. II |       |       |     |     |       |       |     |       | FIN WD | GER | TUR 1 | GBR 3 | ESP 4 | AUS C | 3.º  | 137    |

### WRC-2
| Año  | Equipo               | Automóvil              | 1   | 2     | 3     | 4      | 5       | 6      | 7     | 8      | 9     | 10      | 11    | 12  | 13  | 14  | Pos. | Puntos |
| ---- | -------------------- | ---------------------- | --- | ----- | ----- | ------ | ------- | ------ | ----- | ------ | ----- | ------- | ----- | --- | --- | --- | ---- | ------ |
| 2021 | Toksport WRT         | Škoda Fabia Rally2 Evo | MON | ART   | CRO   | POR    | ITA     | SAF    | EST   | BEL    | GRE 1 | FIN     | ESP   | MNZ |     |     | 12.º | 28     |
| 2022 | Hyundai Motorsport N | Hyundai i20 N Rally2   | MON | SWE   | CRO   | POR 25 | ITA     | SAF    | EST   | FIN    | BEL   | GRE     | NZL   | ESP | JPN |     | 39.º | 3      |
| 2023 | Oliver Solberg       | Škoda Fabia RS Rally2  | MON | SWE 1 | MEX 3 | CRO    | POR 2   | ITA 26 | SAF   | EST 16 | FIN   | GRE Ret | CHL 1 | EUR | JPN |     | 6.º  | 91     |
| 2024 | Toksport WRT         | Škoda Fabia RS Rally2  | MON | SWE 1 | SAF 2 | CRO    | POR Ret | ITA    | POL 2 | LAT 1  | FIN 1 | GRE     | CHL 4 | EUR | JPN |     | 2.º  | 123    |
| 2025 | Printsport           | Toyota GR Yaris Rally2 | MON | SWE   | SAF   | ESP    | POR     | ITA    | GRE   | EST    | FIN   | PAR     | CHL   | EUR | JPN | SAU | -.º  | -      |

### ERC
| Año  | Equipo                  | Automóvil              | 1   | 2       | 3     | 4   | 5     | 6      | 7     | 8      | 9       | 10  | Pos. | Puntos |
| ---- | ----------------------- | ---------------------- | --- | ------- | ----- | --- | ----- | ------ | ----- | ------ | ------- | --- | ---- | ------ |
| 2016 | Opel Rallye Junior Team | Opel Adam R2           | ESP | IRE Ret | GRE   | AZO | YPR   | EST 10 | POL   | CZE 19 | LAT Ret | CYP | 76.º | 1      |
| 2021 | Toksport WRT            | Škoda Fabia Rally2 Evo | POL | LAT     | ITA   | CZE | POR 1 | FAF 1  | HUN 6 | ESP    |         |     | 4.º  | 94     |
| 2023 | Toksport WRT            | VW Polo GTi R5         | POR | ESP     | POL   | LAT | SWE 1 | ITA    | CZE   | HUN    |         |     | 15.º | 33     |
| 2024 | Oliver Solberg          | Škoda Fabia RS Rally2  | HUN | ESP     | SWE 1 | EST | ITA   | CZE    | GBR   | POL    |         |     | 8.º  | 35     |